# Ariel Uribe
Ariel Alfonso Uribe Lepe (Valparaíso, V Región de Valparaíso, Chile, 14 de febrero de 1999) es un futbolista chileno que se desempeña como mediocampista y actualmente milita en Unión Española de la Primera División de Chile.

## Trayectoria
Comenzó jugando de manera amateur en Valparaíso para luego comenzar a jugar en la filial de la Universidad Católica en Quilpué, pasando con el tiempo a las divisiones inferiores del club. Al tener pocas oportunidades de jugar en los cruzados, partiría a las divisiones inferiores del Santiago Wanderers pasando al primer equipo durante el Clausura 2017 con tan solo 17 años. Debutó como titular en la Copa Chile 2017 frente a O'Higgins en un partido de ida válido por octavos de final.
Después de jugar su segundo partido por los caturros, sorpresivamente, dejó de asistir a los entrenamientos para partir como jugador libre al fútbol mexicano, fichando por el extinto club Monarcas Morelia (hoy es Mazatlán FC) donde sería registrado en la competencia sub-20.
Tras completar su proceso formativo en México, regresó a su país natal, siendo anunciado en diciembre de 2019 como nuevo jugador de Deportes Antofagasta de la Primera División chilena. Tras 3 temporadas en el conjunto puma, que finalizaron con un descenso en la temporada 2022, en diciembre de dicho año es anunciado como nuevo jugador de Unión Española para la temporada 2023.

## Selección nacional

### Selección juvenil
Ha sido parte de la Selección de fútbol sub-17 de Chile pero no disputó torneos relevantes con ésta. Al año siguiente, 2016 sería "sparring" de la Selección de fútbol de Chile para luego en 2017 ser parte de la Selección Sub-20 donde sería elegido el mejor jugador de la Copa SBS 2017.
A nivel sub-20, defendió la camiseta chilena tanto en los Juegos Suramericanos de 2018 como en el Sudamericano Sub-20 de 2019.
| Torneo                      | Sede  | Resultado    | Partidos | Goles |
| --------------------------- | ----- | ------------ | -------- | ----- |
| Sudamericano Sub-20 de 2019 | Chile | Primera fase | 1        | 0     |

### Selección adulta
En febrero de 2025, fue convocado por Ricardo Gareca a la selección nacional chilena para un partido amistoso ante Panamá.

### Partidos internacionales
Actualizado hasta el 8 de febrero de 2025.
| Partidos internacionales | Partidos internacionales | Partidos internacionales          | Partidos internacionales | Partidos internacionales | Partidos internacionales | Partidos internacionales | Partidos internacionales | Partidos internacionales | Partidos internacionales |
| N.º                      | Fecha                    | Estadio                           | Local                    | Resultado                | Visitante                | Goles                    | Asistencias              | DT                       | Competición              |
| ------------------------ | ------------------------ | --------------------------------- | ------------------------ | ------------------------ | ------------------------ | ------------------------ | ------------------------ | ------------------------ | ------------------------ |
| 1                        | 8 de febrero de 2025     | Estadio Nacional, Santiago, Chile | Chile                    | 6-1                      | Panamá                   | Anotado                  | 82' a Steffan Pino       | Ricardo Gareca           | Amistoso                 |
| Total                    | Total                    | Total                             | Presencias               | 1                        | Goles                    | 1                        | 1                        |                          |                          |

| Selección chilena | Selección chilena | Selección chilena |
| Año               | Partidos          | Goles             |
| ----------------- | ----------------- | ----------------- |
| 2025              | 1                 | 1                 |
| Total             | 1                 | 1                 |

## Estadísticas

### Clubes
| Club                         | Div.          | Temporada     | Liga  | Liga  | Liga   | Copas nacionales | Copas nacionales | Copas nacionales | Torneos internacionales | Torneos internacionales | Torneos internacionales | Total | Total | Total  |
| Club                         | Div.          | Temporada     | Part. | Goles | Asist. | Part.            | Goles            | Asist.           | Part.                   | Goles                   | Asist.                  | Part. | Goles | Asist. |
| ---------------------------- | ------------- | ------------- | ----- | ----- | ------ | ---------------- | ---------------- | ---------------- | ----------------------- | ----------------------- | ----------------------- | ----- | ----- | ------ |
| Santiago Wanderers · Chile   | 1ª            | 2017          | —     | —     | —      | 2                | 0                | 0                | —                       | —                       | —                       | 2     | 0     | 0      |
| Santiago Wanderers · Chile   | Total club    | Total club    | 0     | 0     | 0      | 2                | 0                | 0                | 0                       | 0                       | 0                       | 2     | 0     | 0      |
| Monarcas Morelia · México    | 1ª            | 2017-18       | —     | —     | —      | —                | —                | —                | —                       | —                       | —                       | 0     | 0     | 0      |
| Monarcas Morelia · México    | 1ª            | 2018-19       | 1     | 0     | 0      | 1                | 0                | 0                | —                       | —                       | —                       | 2     | 0     | 0      |
| Monarcas Morelia · México    | Total club    | Total club    | 1     | 0     | 0      | 1                | 0                | 0                | 0                       | 0                       | 0                       | 2     | 0     | 0      |
| Deportes Antofagasta · Chile | 1ª            | 2020          | 26    | 1     | 4      | —                | —                | —                | —                       | —                       | —                       | 26    | 1     | 4      |
| Deportes Antofagasta · Chile | 1ª            | 2021          | 30    | 4     | 0      | 1                | 0                | 0                | 2                       | 0                       | 0                       | 33    | 4     | 0      |
| Deportes Antofagasta · Chile | 1ª            | 2022          | 21    | 0     | 1      | 2                | 2                | 0                | 5                       | 0                       | 1                       | 28    | 2     | 2      |
| Deportes Antofagasta · Chile | Total club    | Total club    | 77    | 5     | 5      | 3                | 2                | 0                | 7                       | 0                       | 1                       | 87    | 7     | 6      |
| Unión Española · Chile       | 1.ª           | 2023          | 26    | 5     | 2      | 2                | 0                | 0                | —                       | —                       | —                       | 28    | 5     | 2      |
| Unión Española · Chile       | 1.ª           | 2024          | 29    | 7     | 10     | 3                | 1                | 0                | —                       | —                       | —                       | 32    | 8     | 10     |
| Unión Española · Chile       | Total club    | Total club    | 51    | 11    | 12     | 5                | 1                | 0                | 0                       | 0                       | 0                       | 60    | 13    | 12     |
| Total carrera                | Total carrera | Total carrera | 129   | 16    | 17     | 11               | 3                | 0                | 7                       | 0                       | 1                       | 151   | 20    | 18     |
| 1. 2. 3.                     |               |               |       |       |        |                  |                  |                  |                         |                         |                         |       |       |        |

### Resumen estadístico
|                            | Partidos | Goles | Asistencias |
| -------------------------- | -------- | ----- | ----------- |
| Primera División de Chile  | 128      | 16    | 17          |
| Primera División de México | 1        | 0     | 0           |
| Copa Chile                 | 10       | 3     | 0           |
| Copa México                | 1        | 0     | 0           |
| Copa Sudamericana          | 7        | 0     | 1           |
| Total                      | 151      | 20    | 18          |

## Palmarés

### Títulos nacionales
| Título     | Equipo             | País  | Año  |
| ---------- | ------------------ | ----- | ---- |
| Copa Chile | Santiago Wanderers | Chile | 2017 |